# Mitch Moreland
Mitchell Austin Moreland (ur. 6 września 1985) – amerykański baseballista występujący na pozycji pierwszobazowego w Boston Red Sox.

## College
Moreland studiował na Mississippi State University, gdzie w latach 2005–2007 grał w drużynie uniwersyteckiej Mississippi State Bulldogs na pozycji miotacza i pierwszobazowego. W sezonie 2007 rozegrał 60 meczów, uzyskując średnią 0,343. Ponadto, wraz z zespołem Bulldogs wystąpił w College World Series.

## Minor League Baseball

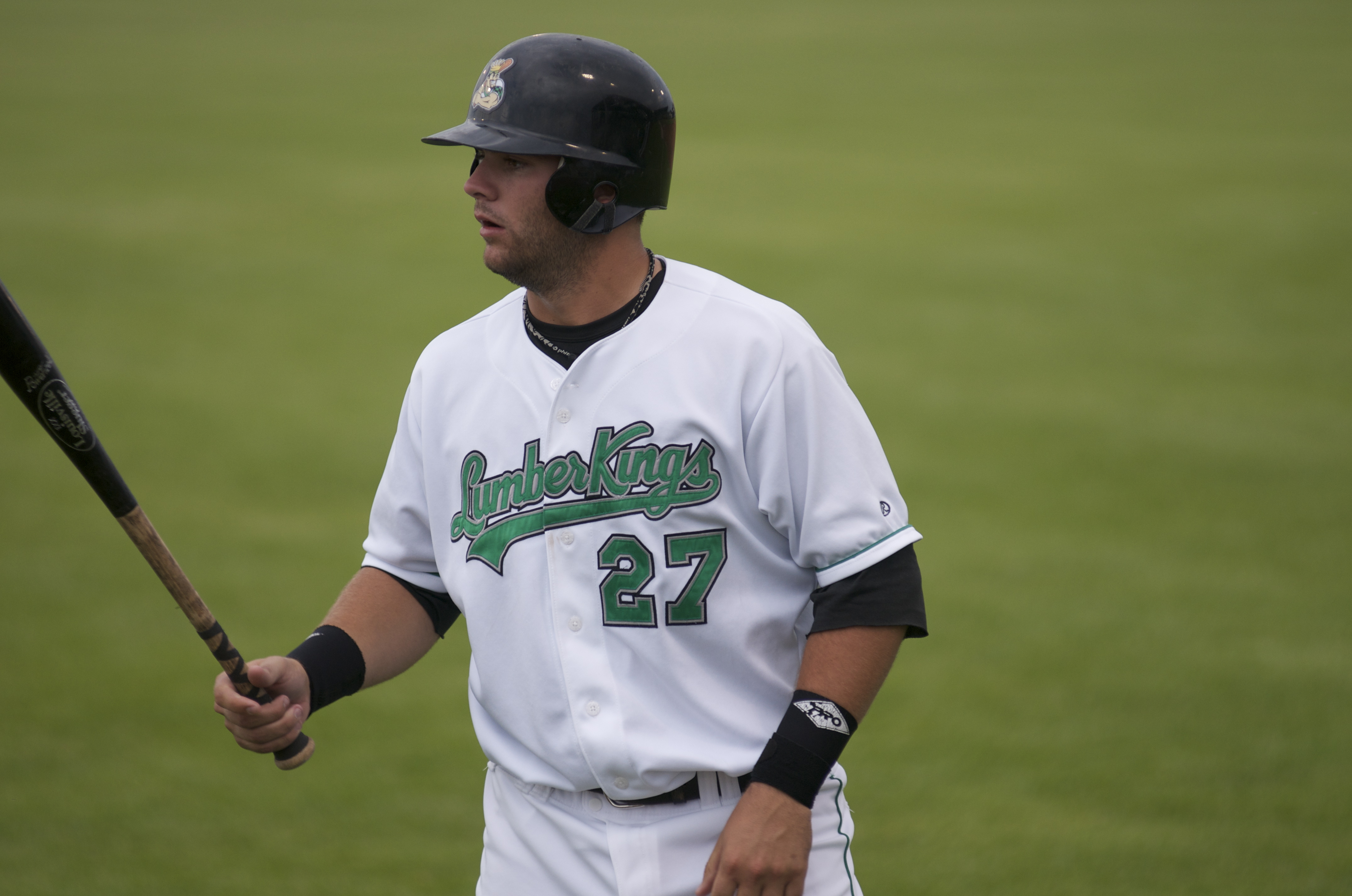
Mitch Moreland jako zawodnik Clinton LumberKings

W czerwcu 2007 został wybrany w 17. draftu przez Texas Rangers. Zawodową karierę rozpoczął w Spokane Indians (poziom Class A-Short Season), następnie w 2008 grał w Clinton LumberKings (Class A). Sezon 2009 rozpoczął od występów w Bakersfield Blaze (Class A-Advanced) i po rozegraniu 43 meczów, w których zanotował średnią 0,341, 26 maja został przesunięty do Frisco RoughRiders (Double-A). Łącznie w sezonie 2009 w Class A i Double-A rozegrał 116 meczów, uzyskując średnią 0,331, zdobywając 16 home runów oraz 85 RBI i otrzymał Tom Grieve Minor League Player of the Year dla najlepszego zawodnika organizacji.
Przed rozpoczęciem sezonu 2010, został zaproszony na występy w spring training, jednak po jego zakończeniu został odesłany do Oklahoma City RedHawks (Triple-A).

## Major League Baseball

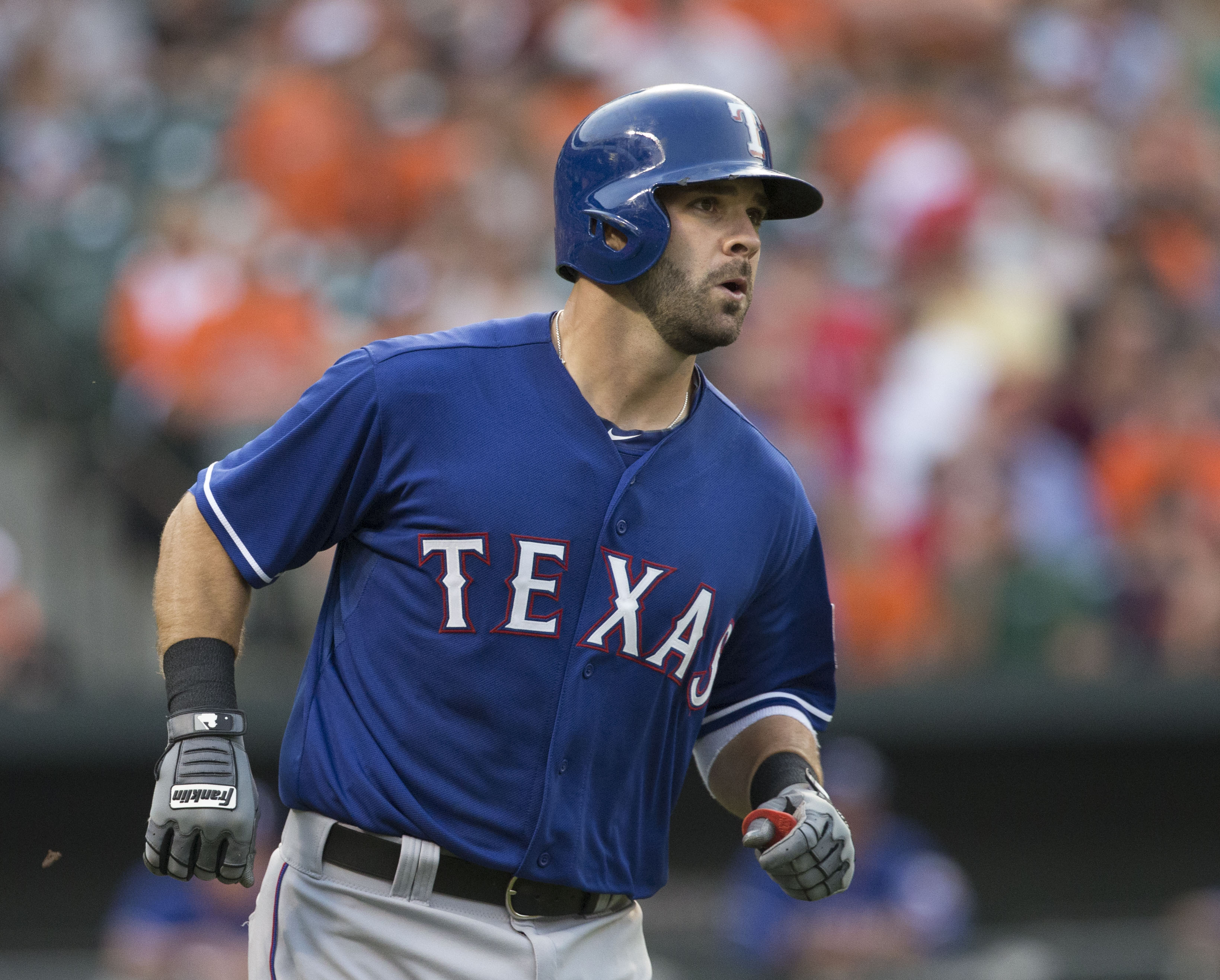
Mitch Moreland jako zawodnik Texas Rangers

### Texas Rangers
29 lipca 2010 został powołany do 40-osobowego składu Texas Rangers, zastępując kontuzjowanego Iana Kinslera i tego samego dnia zadebiutował w Major League Baseball w meczu przeciwko Oakland Athletics, w którym zaliczył dwa uderzenia, w tym single'a w swoim pierwszym podejściu do odbicia. 13 sierpnia 2010 w spotkaniu z Boston Red Sox zdobył pierwszego home runa w MLB, a 30 października 2010 został pierwszym zawodnikiem Rangers, który zdobył home runa w World Series.
W sezonie 2016 został wyróżniony spośród pierwszobazowych, otrzymując Złotą Rękawicę.

### Boston Red Sox
8 grudnia 2016 podpisał roczny kontrakt z Boston Red Sox. W lipcu 2018 po raz pierwszy w karierze otrzymał powołanie na Mecz Gwiazd MLB.

## Nagrody i wyróżnienia
| Nagroda/wyróżnienie      | Lata | Źródło |
| All-Star                 | 2018 | [ 10 ] |
| Gold Glove Award         | 2016 | [ 8 ]  |
| Zwycięzca w World Series | 2018 | [ 11 ] |